# Jean-Marc Mormeck
Jean-Marc Mormeck (ur. 3 czerwca 1972 w Pointe-à-Pitre na Gwadelupie) – francuski bokser, były dwukrotny zawodowy mistrz świata organizacji WBC i WBA w kategorii junior ciężkiej (do 200 funtów).
Pierwszą walkę na zawodowym ringu stoczył w 1995. Już na początku kariery, w 1997, doznał dwóch porażek (kolejno w swojej czwartej i piątej walce). Jednak po tych pierwszych niepowodzeniach Mormeck zaczął wygrywać.
23 lutego 2002 pokonał przez techniczny nokaut Virgila Hilla i odebrał mu tytuł mistrza świata organizacji WBA. Jeszcze w tym samym roku zdołał po raz pierwszy obronić pas mistrzowski, odnosząc zwycięstwo nad Dalem Brownem (techniczny nokaut w ósmej rundzie).
W 2003 stoczył tylko jeden pojedynek. Pokonał w nim Aleksandra Gurowa. W maju 2004 doszło do rewanżowej walki z Hillem. Mormeck po raz drugi okazał się lepszy od Amerykanina, choć tym razem nie zdołał zakończyć pojedynku przed czasem (mimo iż Hill w ósmej rundzie był liczony).
W następnym roku, pokonując na punkty Wayne'a Braithwaite'a, wywalczył drugi tytuł mistrza świata, tym razem organizacji WBC. Oba mistrzowskie pasy stracił już w następnej walce, w której został znokautowany (po raz pierwszy w karierze) w dziesiątej rundzie przez O'Neila Bella. Jako że Jamajczyk posiadał już tytuł mistrza świata organizacji IBF, został on pierwszym niekwestionowanym mistrzem świata w kategorii junior ciężkiej od czasów Evandera Holyfielda w 1988.
17 marca 2007 doszło do pojedynku rewanżowego między tymi pięściarzami. Tym razem lepszy okazał się Francuz, wygrywając walkę na punkty. Odzyskał tym samym pasy mistrzowskie organizacji WBC i WBA. 10 listopada 2007 przegrał przez techniczny nokaut w siódmej rundzie z Davidem Haye'em, mimo że w czwartej rundzie Brytyjczyk leżał na deskach.
Po tej porażce przez dwa lata nie boksował. Na ring wrócił w grudniu 2009, zmieniając kategorię wagową na ciężką. W pierwszej walce po powrocie pokonał na punkty Vinny'ego Maddalone'a. 6 maja 2010 odniósł kolejne zwycięstwo na punkty, pokonując Fresa Oquendo. Kolejnym rywalem Mormecka był Uzbek Timur Ibragimow. Do pojedynku obu pięściarzy doszło 2 grudnia 2010, a stawką był pas WBA International wagi ciężkiej. Mormeck wygrał niejednogłośnie na punkty (116-111, 116-112, 113-115). 3 marca 2012 zmierzył się z mistrzem federacji WBA, IBF, WBO oraz IBO Wołodymyrem Kłyczko przez którego został znokautowany w czwartej rundzie.
5 grudnia 2014 w Paryżu przegrał  niejednogłośnie na punkty z Polakiem Mateuszem Masternakiem (34-2, 24 KO). Stosunkiem głosów dwa do remisu 92:99, 92:98 i 95:95.